# Psicología de la conservación
Psicología de conservación es el estudio científico de las relaciones recíprocas entre los humanos y el resto de la naturaleza, con una atención especial en la conservación ambiental.
Más que una área de especialidad dentro de la psicología es un campo nuevo para científicos, investigadores y practicantes de todas disciplinas para mejorar y entender al planeta y establecer qué hacer para preservarla. Esta red busca entender por qué los humanos dañan o ayudan al entorno y qué se puede hacer para cambiar ese comportamiento. 
La psicología de la conservació se  refiere a cualquier campo de la psicología que tiene el conocimiento sobre el entorno y los efectos del humanos en el mundo natural. Los psicólogos de la conservación utilizan sus capacidades en la psicología "verde"  y en hacer una sociedad ecológicamente sostenibles. El campo de la psicología de la conservación está orientada hacia la sustentabilidad del ambiente, e incluye preocupaciones como la conservación de recursos, conservación de ecosistemas y calidad de vida para los humanos y otras especies.
Un problema frecuente es la incomprensión entre la psicología de la conservación y el campo de la psicología ambiental, siendo ésta el estudio de las transacciones entre individuos y el entorno físico, incluyendo la forma en que las personas cambian tanto los entornos construidos como naturales y cómo estos los cambian.
La psicología ambiental inicia a finales de la década de 1960 (el primer programa formal con este nombre se estableció en City University de Nueva York en 1968) y es el término más utilizado en todo el mundo. Dicha definición incluye las transacciones humanas con el entorno natural como el construido y es retomado desde el inicio, esto se evidencia en las siguientes citas de tres libros en 1974: "La psicología ambiental es el estudio de la interrelación entre el comportamiento y el entorno construido y natural"
y "... el ambiente natural se estudia como una área problemática, con respecto a la degradación ambiental y como un ambiente para ciertas necesidades psicológicas y recreativas" y en el tercer libro se incluyó un capítulo del libro titulado ambiente y comportamiento natural.
Esta tiene dos objetivos: estudiar la razón por la cual las personas tienen comportamientos que ayudan o dañan los ambientes naturales y promover conductas que las protegen